# Llac Poopó
El Llac Poopó és un llac d'aigua salada situat a la frontera amb Perú però a territori de Bolívia.
El llac Poopó té una Superfície de 2.337 km² i es troba a 3686 metres d'altitud (el segon llac a més alçada d'Amèrica del Sud). La seva profunditat és d'un mínim de 5m i pot arribar fins als 140m.
Està comunicat amb el llac Titicaca, a través del riu Desaguadero.
Actualment el llac Poopó està sec a causa del canvi climàtic i la mala gestió de les activitats humanes. La comunitat boliviana dels uru-muratos s'ha quedat sense mitjà de vida. El llac s'ha convertit en una vasta planicie de fang i sal no comestible.